# Фокус (оптика)

Заломлення світла лінзою. Головні фокуси позначені F. Паралельні промені збираються у фокусі, промені, що виходять з точки А збираються у точці А'

Фо́кус — точка, в якій збігаються світлові промені початково колімованого пучка після проходження оптичної системи або їхнє уявне продовження.
У загальному випадку довільної тривимірної оптичної системи паралельні промені збігаються не в одній точці, а на поверхнях, які називають каустиками. Проте у випадку оптичної системи із осьовою симетрією, можна вважати, що близькі до оптичної осі промені перетинаються в одній точці, яку й називають фокусом.
У наближенні геометричної оптики інтенсивність світла в фокусі нескінченно велика. У реальних оптичних системах інтенсивність світла велика, але скінчена, оскільки дуже близько до фокусу наближення геометричної оптики перестає працювати.
Для сферичної лінзи чи дзеркала існує поняття дійсного головного фокуса — точки, в якій збігаються промені колімованого пучка світла, що перед оптичною системою проходив паралельно оптичній осі.
У випадку розсіюючої лінзи говорять про уявний головний фокус, у якому збігаються уявні продовження променів, що розбігаються.
У найпростішому випадку, лінза має два фокуси — перед лінзою і за нею (відповідають двом можливим напрямкам проходження світла через лінзу). Якщо лінза симетрична, відстані від її центру до обох фокусів рівні.
Чим сильніше лінза заломлює промені, тим ближчим до неї буде фокус.
Дзеркало зазвичай має лише один фокус, оскільки світло може відбиватися лише з однієї сторони.
Колімовані пучки світла, що перед оптичною системою не були паралельними оптичній осі, фокусуються в інших точках, сукупність яких утворює поверхню, що називається фокальною площиною.